# Baabdat
Baabdat (Arabisch: بعبدات) is een plaats in het Libanese district Metn. Baabdat is een populaire zomerresidentie en wordt voornamelijk bewoond door christenen.

## Geboren
- Émile Lahoud (1936), president van Libanon (1998-2007)